# Ermita de la Verge dels Dolors (Otos)
L'ermita de la Mare de Déu dels Dolors és una ermita situada en l'entrada sud del poble, en la seua part més elevada, en el municipi d'Otos. És un Bé de Rellevància Local amb identificador nombre 46.24.185-003.

## Història
L'edifici es va construir a finals del segle xviii, però el seu aspecte actual és fruit de la remodelació efectuada cap a 1970, en la qual entre altres intervencions es va eliminar l'habitatge de l'ermità. Fins als primers anys del XXI, quan va ser restaurada novament, presentava un estat d'abandó tant en el seu exterior com interiorment.
A inicis del segle xxi, se celebra culte únicament el dia de la seua festa, el Divendres de Dolors, i la benedicció del Diumenge de Rams.

## Descripció
Inicialment es trobava apartada del nucli urbà. A inicis del segle xxi disposa en el seu entorn d'espais recreatius, inclosa una petita arbreda.
Es tracta d'un edifici senzill i auster, els murs laterals del qual estan reforçats per contraforts. Es cobreix amb teulada a dues aigües. L'accés a la porta el faciliten dos graons d'irregular grandària. La porta està amb llinda i sobre ella hi ha una finestra allargada, amb arc de mig punt i protegida per una cornisa amb teuladeta. En els costats de la façana ja són visibles dos contraforts. Sobre el capcer s'alça una senzilla espadanya d'un sol clar amb la seva campana.
L'interior està cobert per volta de canó amb arcs torals recolzats sobre pilastres. La decoració pictòrica d'estil romàntic recorda a l'escola de Muñoz Degrain. Hi ha altars laterals poc profunds amb diverses imatges sacres. El presbiteri està aixecat sobre graderies. Albergant un altar i un retaule neoclàssic pintats. En una fornícula amb vidre es conserva la imatge de la titular.